# Урет
Урет или Ойрат (укр. Урет) — крайняя южная точка Тарханкутского полуострова, мыс на западе Крыма на территории Черноморского района (Крым). Вдаётся в Чёрное море. Расположен у ныне исчезнувшего села Морское. 
Береговая линия мыса обрывистая абразивного типа. Берега у мыса также обрывистые, высотой 5 и 10 м. Местами присутствуют небольшие пляжи, гроты и подводные скалы.
Вокруг мыс окружает поле с однолетней травяной растительностью без дорог с твёрдым покрытием.
На мысе расположена античная усадьба Ойрат времён IV века до н.э. – II века н.э., где были греческое поселение, перекрытое позднескифским селищем. Ранее у мыса действовал девиационный полигон ВМФ СССР. Мыс является одним из популярных мест для дайвинга на Тарханкутском полуострове.